# 体系数学
体系数学（たいけいすうがく、正式名称：6カ年教育をサポートする 体系数学）は数研出版が発行している中高一貫校用の数学の検定外教科書である。

## 概要
中学校・高等学校における数学の学習内容を、体系的に扱う配列になっていることが特色。
現行の学習指導要領では高等学校で扱う内容でも、中学校の内容と関連付けて扱った方が理解が深まると思われる内容については中学生向けのテキストで扱ったり、学習指導要領から削除された内容も必要に応じて扱う。
このことから検定教科書では扱えない学年・分野を融合した問題も収録されており、検定教科書と比べてレベルは高い。
シリーズ全体の編者は埼玉大学名誉教授の岡部恒治で、多数の中高一貫校の教諭が執筆協力者に連なっている。

## 内容

### 改訂版・新課程
- 体系数学1 代数編(主に中学1,2年向け)- 正の数と負の数(中1)、式の計算(中1,2)、方程式(中1,2)、不等式(数Ⅰ)、1次関数(中1,2)を扱う。方程式と合わせて不等式も学ぶ
- 体系数学1 幾何編(主に中学1,2年向け)- 平面図形(中1)、空間図形(中1)、図形の性質と合同(中2)、三角形と四角形(中2,数A)を扱う。
- 体系数学2 代数編(主に中学2,3年向け)- 式の計算(中3,数Ⅰ)、平方根(中3,数Ⅰ)、2次方程式(中3,数Ⅰ)、関数 y=ax^2(中3)、データの活用(中1,2)、確率と標本調査(中1,2,3,数A)を扱う。
- 体系数学2 幾何編(主に中学2,3年向け)- 図形と相似(中3,数A)、線分の比と計量(中3,数A)、円(中3,数A)、三平方の定理(中3)を扱う。
- 体系数学3 数式・関数編(主に高校1,2年向け)- 数と式(数Ⅰ,Ⅱ)、複素数と方程式(数Ⅱ)、2次関数とグラフ(数Ⅰ)、図形と式(数Ⅱ)、三角比(数Ⅰ)、三角関数(数Ⅱ)を扱う。三角比と三角関数を合わせて学ぶ
- 体系数学3 論理・確率編(主に高校1,2年向け)- 集合と命題(数Ⅰ,A)、場合の数と確率(数Ⅱ,A,B)、データの分析(数Ⅰ)、式と証明(数Ⅱ)、整数の性質(数A)を扱う。
- 体系数学4(主に高校2年向け)- 指数関数と対数関数(数Ⅱ)、微分法(数Ⅱ,Ⅲ)、積分法(Ⅱ,Ⅲ)、数列(数B)、統計的な推測数B)、平面上のベクトル(数C)、空間のベクトル(数C)を扱う。
- 体系数学5(主に高校３年向け)- 複素数平面(数C)、式と曲線(数C)、関数(数Ⅲ)、極限(数Ⅲ)、微分法(数Ⅲ)、微分法の応用(数Ⅲ)、積分法(数Ⅲ)、積分法の応用(数Ⅲ、学習指導要領外の微分方程式)を扱う。

### 四訂版(旧課程)
- 体系数学5(主に高校3年向け)- 数学Ⅲの内容、統計的な推測(数B)を扱う。微分方程式も扱っている

### 旧旧課程
- 体系数学5(主に高校2年向け)- 旧学習指導要領の数学Ⅱの「微分・積分の考え」、数学Bの「数列」、数学Cの「行列とその応用」「式と曲線」を扱う
- 体系数学Ⅵ(主に高校3年向け)- 旧学習指導要領の数学Ⅲ(簡単な微分方程式を含む)、数学B・数学Cの「確率・統計」に関する内容を扱う

上記のように学習指導要領上では中学校の範囲とされている内容を『体系数学2』（主に中学2,3年向け）までで修了し、『体系数学3』（主に高校1,2年向け）からはおおよそ1年先取りする形で高等学校の範囲を扱う。このような特徴から、多くの中高一貫校で授業用の教材として使用されている。
また主に中学生向けの『体系数学1』『体系数学2』には、準拠問題集の『体系問題集』や、参考書の『チャート式 体系数学』、『パーフェクトガイド』も発売された。
新学習指導要領に対応するため、2019年10月以降『体系数学1』より順次改訂が進められた。また、2024年9月には1巻、2巻の改訂版が発行された。

## 販売タイトル
基本的に学校直販であるが、書店でも販売されており、一般人も入手可能である。
書店で販売されているものには『中高一貫教育をサポートする』という副題がつく。
- 体系数学
  - 中高一貫教育をサポートする 体系数学1 代数編 数と式の基本的な性質を知る
  - 中高一貫教育をサポートする 体系数学1 幾何編 図形の基本的な性質を知る
  - 中高一貫教育をサポートする 体系数学2 代数編 数と式の世界をひろげる
  - 中高一貫教育をサポートする 体系数学2 幾何編 図形のいろいろな性質をさぐる
  - 中高一貫教育をサポートする 体系数学3 数式・関数編 数と式,関数,図形の性質
  - 中高一貫教育をサポートする 体系数学3 論理・確率編 論理,確率と統計,整数の性質
  - 中高一貫教育をサポートする 体系数学4 微積分の基礎と数列・統計・ベクトル
  - 中高一貫教育をサポートする 体系数学5 複素数平面と微積分の応用
- 体系問題集
  - 中高一貫教育をサポートする 体系問題集1 代数編【基礎～発展】
  - 中高一貫教育をサポートする 体系問題集1 幾何編【基礎～発展】
  - 中高一貫教育をサポートする 体系問題集2 代数編【基礎～発展】
  - 中高一貫教育をサポートする 体系問題集2 幾何編【基礎～発展】
- チャート式体系数学
  - 中高一貫教育をサポートする チャート式 体系数学1 代数編
  - 中高一貫教育をサポートする チャート式 体系数学1 幾何編
  - 中高一貫教育をサポートする チャート式 体系数学2 代数編
  - 中高一貫教育をサポートする チャート式 体系数学2 幾何編